# Gongrocnemis fusca
Gongrocnemis fusca är en insektsart som först beskrevs av Brunner von Wattenwyl 1895.  Gongrocnemis fusca ingår i släktet Gongrocnemis och familjen vårtbitare. Inga underarter finns listade i Catalogue of Life.